# Notaio Raniero
Raniero (Perugia, XII secolo – XIII secolo) fu un notaio attivo dal 1184 al 1206 (o forse fino al 1211).

## Biografia
Rainerius si sottoscrive iudex fino al 1191, poi imperialis aule notarius a partire dall'anno successivo, quando è nominato da Enrico il Severo. Non è certo che fosse perugino di nascita, ma risiedé certamente a Perugia, come attestano alcuni suoi documenti, in cui scrive "in Perusina civitate ante meam domum".
La sua attività si svolse quasi per intero in relazione all'abbazia di Santa Maria di Valdiponte, ma egli assisté anche l'abbazia urbana di San Pietro, oltre che per i vertici ecclesiastici e per i consoli della città.
Dubbia è la sua identità: improbabile che vada identificato con Ranieri da Perugia, come pure è stato avanzato.
Di Raniero restano ventotto documenti: ventitré in originali (di cui due traditi anche in copia), quattro traditi da copia autentica di altri notai e uno che è copia di documenti di altri notai. Quasi tutti questi documenti sono conservati all'Archivio di Stato di Perugia.
Raniero fu il primo ad usare in Italia il sistema di numerazione indo-arabico nei suoi documenti, per numerarne le righe di testo, ancor prima che Leonardo Pisano pubblicasse il suo Liber abbaci. Raniero inseriva questi numeri anche nel Chrismon, una specie di sigillo autografo personale, nel quale è criptato il nome di Cristo.